# Julio Camba Andreu
Julio Camba Andreu (Vilanova de Arousa, Pontevedra, 16 de desembre de 1884 – Madrid, 28 de febrer de 1962) va ser un escriptor, periodista i humorista gallec en castellà. El seu estil és descrit com a irònic, essencial i concís.

## Biografia
Nascut el 1884 a la localitat gallega de Vilanova de Arousa, el pare de Julio Camba era practicant i mestre d'escola. Als tretze anys, s'escapa de casa i embarca com a polissó en un vaixell cap a l'Argentina. A Buenos Aires, s'introdueix en els cercles anarquistes i fa les seves primeres armes literàries redactant proclames i pamflets. A conseqüència d'això, el 1902 és expulsat de l'Argentina, junt amb altres anarquistes estrangers.
De retorn a Espanya, comença a col·laborar en El Diario de Pontevedra, però ràpidament s'instal·la a Madrid, on escriu per a publicacions àcrates com El Porvenir del Obrero. En pocs mesos crearà el seu propi periòdic al carrer madrileny de la Madera: El Rebelde. En aquesta aventura l'acompanyarà Antonio Apolo. A partir de 1905 col·labora com a cronista en el rotatiu republicà El País. Els seus escrits són de temàtica variada i en ells posa de manifest la seva independència. En aquest periòdic va romandre fins a 1907, quan va començar la seva tasca de cronista parlamentari a España Nueva. En els seus textos es comença a apreciar l'escepticisme i la brillantor que l'acompanyaran durant la seva carrera. En aquells dies va tenir lloc el procés per l'atemptat contra Alfons XIII d'Espanya el dia de les seves noces. Julio Camba va ser cridat a declarar per la seva vinculació amb Mateu Morral. En alguns dels seus articles explica l'escassa relació que mantenia amb l'anarquista.
La seva vida com a corresponsal no comença fins a 1908, quan Juan Aragón l'incorpora a la plantilla de La Correspondencia de España. Turquia serà la seva destinació com a corresponsal. Allí cobrirà les eleccions i el canvi de règim. Al seu retorn de Constantinoble, canvia de redacció. El Mundo és el periòdic que li contracta pels seus corresponsalies a París i Londres. El 1912 comença a escriure sota la rúbrica de «Diario de un Español» al conservador La Tribuna. Tornarà a la capital anglesa i enviarà les seves primeres cròniques des d'Alemanya per a aquest mitjà. El 1913 comença a col·laborar amb el diari monàrquic ABC, una col·laboració que va durar fins a la seva mort, excepte algunes interrupcions. Una d'aquestes, i la més llarga, seria la que li va portar a ser periodista del liberal i intetel·lectualitzat El Sol. Escriu en aquest diari durant deu anys (1917-1927). Repeteix corresponsalies, com Berlín, i estrena altres, com Roma. De tornada al diari dels Luca de Tena, torna a Nova York per segona vegada. Les seves cròniques es recolliran en un llibre (com moltes altres): La ciudad automática.

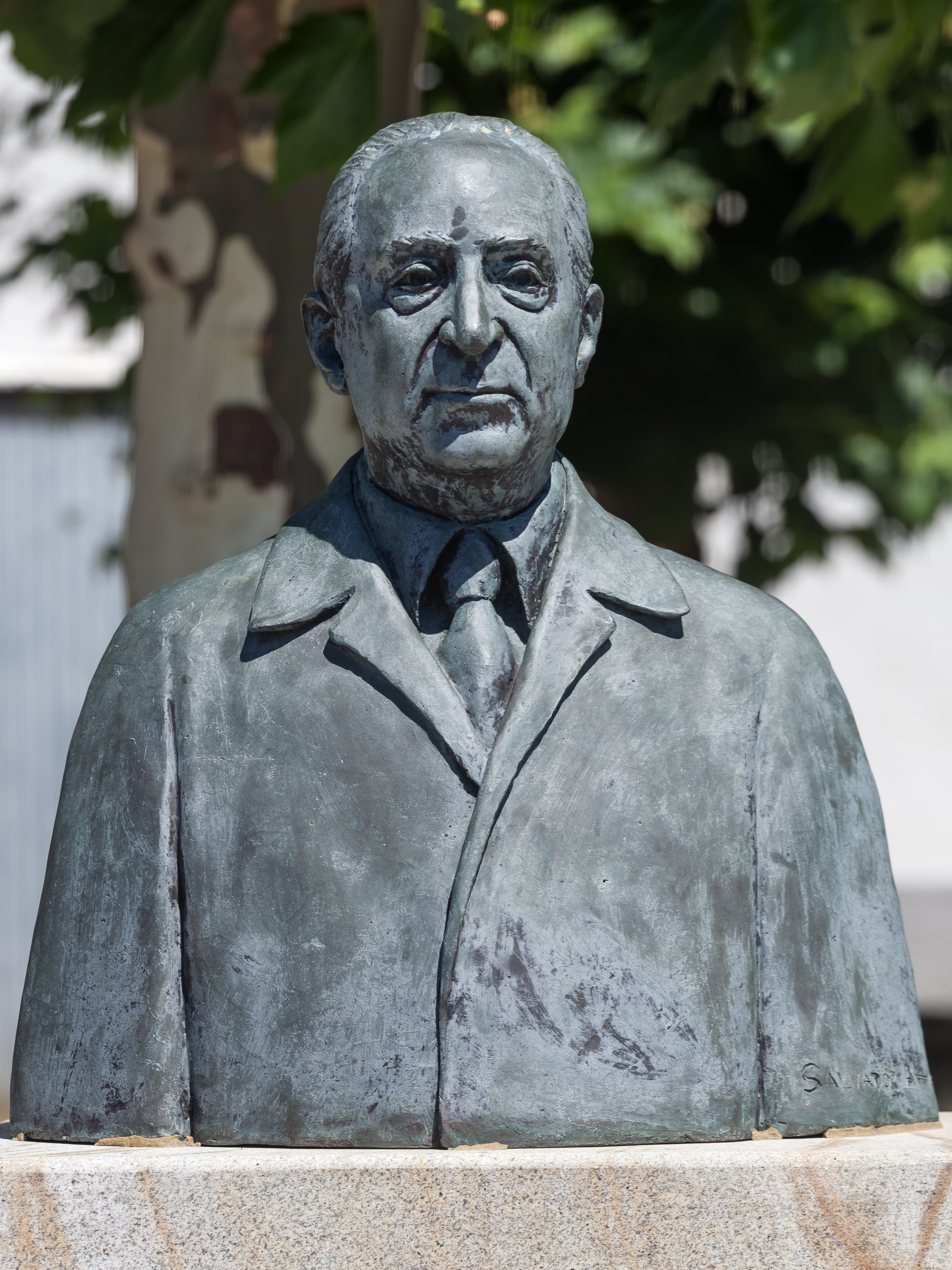
Bust de Julio Camba per Salvador Amaya al poble natal de Vilanova de Arousa.

Durant la guerra civil les seves cròniques (en les quals expressava les seves simpaties pel bàndol franquista), es publiquen a l''ABC de Sevilla. Una altra col·laboració esporàdica, de dos anys, és la que va mantenir amb Arriba (1951-1953). En aquest periòdic comença amb la reelaboració de cròniques i articles antics que bé estan lligats a l'actualitat o ben basats en la memòria de l'autor. El retoc i reconversió de les seves cròniques serà alguna cosa freqüent a partir d'aquest moment en els seus escrits editats per ABC i La Vanguardia. El 1949 fixa la seva residència a l'habitació 383 l'Hotel Palace de Madrid fins a la seva mort. El 28 de febrer de 1962 mor Julio Camba, a conseqüència d'una embòlia, a la clínica Covesa. Si bé mai es va casar, després del seu enterrament van acudir a portar-li sengles rams de flors dues dames per separat.
Després de la mort de Camba, González-Ruano va escriure a l'ABC:
| « | (castellà) En su conversación misma, Julio Camba, que había escrito invenciones admirables, páginas de observación verdaderamente prodigiosas, en las que ni su permanente actitud de humorista oficial deformaba un costumbrismo de la mejor genealogía, era una criatura decididamente aliteraria. Ni hablaba nunca de literatura ni se expresaba como un profesional de ella, tal vez porque, en realidad, pensando que profesión viene de fe, no era un profesional. —Prefiero morirme de hambre a escribir —me dijo en una ocasión. Y añadió: —¿Sabe usted mi único odio auténtico? Al miserable que inventó la imprenta. | (català) En la seva mateixa conversa, Julio Camba, que havia escrit invencions admirables, pàgines d'observació veritablement prodigioses, en què ni la seva permanent actitud d'humorista oficial deformava un costumisme de la millor genealogia, era una criatura decididament aliterària. Ni parlava mai de literatura ni s'expressava com un professional d'ella, potser perquè, en realitat, pensant que professió ve de fe, no era un professional. —Prefereixo morir-me de fam a escriure —em va dir en una ocasió. I va afegir: —Sap vostè el meu únic odi autèntic? Al miserable que va inventar la impremta. | » |

## Obra
- "¡Oh, justo, sutil y poderoso veneno!". Los escritos de la Anarquía (2014), Pepitas de calabaza, Logronyo, 2014. ISBN 978-84-15862-19-2
- El destierro (1907)
- Londres (1916)
- Alemania, impresiones de un español (1916)
- Playas, ciudades y montañas (1916)
- Un año en otro mundo (1917)
- La rana viajera (1920)
- Aventuras de una peseta (1923)
- El matrimonio de Restrepo (1924)
- Sobre casi todo (1927)
- Sobre casi nada (1927)
- La casa de Lúculo o el arte de comer (1929)
- Haciendo de República (1934)
- La ciudad automática (1934)
- Esto, lo otro y lo de más allá (1945)
- Mis páginas mejores (1956). Pepitas de Calabaza, Logronyo, 2012. ISBN 978-84-939437-5-2
- Ni fuh ni fah (1957)
- Millones al horno (1958)

Antologies
- Maneras de ser periodista (2013), edició per Francisco Fuster García. Libros del KO, Madrid. ISBN 978-84-941245-9-4